# На лезвии ножа
«На лезвии ножа» (англ. Rough Draft) — фильм 1998 года, триллер, главные роли в котором исполнили Гэри Бьюзи, Арнольд Вослу и Майкл Мэдсен. Другой вариант заглавия фильма — «Diary of a Serial Killer» («Дневник серийного убийцы»).

## Сюжет
Внештатный автор, исследующий жизнь трансвеститов, натыкается на серийного убийцу. Между ними завязывается причудливое товарищество, поскольку побуждения убийцы основаны на афишировании преступления, а журналисту нужен сенсационный репортаж...

## В ролях
- Гэри Бьюзи — Нельсон Кис
- Майкл Мэдсен — Хайнес
- Арнольд Вослу — Стефан
- Джулия Кэмпбелл — Джульетта
- Дэвид Майклс — Эрик / Эрика
- Марси Каплан — Лори